# Pârneaura
Pârneaura, egy falu Romániában, a Bánságban, Krassó-Szörény megyében. 1956-ig Néraaranyos része volt.

## Népessége
- 1966-ban 122 lakosából 90 volt román és 32 szerb anyanyelvű.
- 1992-ben 85 lakosából 70 volt román és 15 szerb nemzetiségű, és mind a 85 lakos ortodox vallású.

## Külső hivatkozások
- BANATerra[halott link]
- Szerb ortodox templom fényképe